# Hermann Hansen (Politiker)
Hermann Hansen (* 21. Juli 1898 in Viöl; † 12. Oktober 1973 in Kiel) war ein deutscher Politiker (NSDAP).

## Leben und Wirken
Nach der Volksschule besuchte Hansen ab 1913 eine Präparandenanstalt, um Lehrer zu werden. 1915 trat er in die kaiserliche Armee ein, mit der er am Ersten Weltkrieg teilnahm. 1917 geriet er in britische Kriegsgefangenschaft, aus der er 1919 entlassen wurde. Seine weitere Ausbildung am Lehrerseminar in Bad Segeberg brach er 1920 ab. Von 1921 bis 1927 verwaltete er das Gut seiner Eltern. Anschließend wurde er Rendant der Spar- und Darlehnskasse Viöl.
Hansen war von 1921 bis 1924 Mitglied der DNVP. Zum 1. Juli 1929 trat er in die NSDAP ein (Mitgliedsnummer 137.625). Von 1931 bis 1944 war er Kreisleiter des Kreises Husum.
Nach der Machtübertragung an die Nationalsozialisten war Hansen von November 1933 bis Dezember 1937 Bürgermeister der Stadt Husum. Den Angaben im Reichstagshandbuch zufolge soll er im Juni 1933 das Amt des stellvertretenden Landrats von Husum übernommen haben. Im Juni 1934 trat Hansen im Nachrückverfahren für den ausgeschiedenen Abgeordneten Gottfried Krummacher als Abgeordneter in den nationalsozialistischen Reichstag ein, in dem er bis zum März 1936 den Wahlkreis 23 (Düsseldorf West) vertrat. Im März 1936 und im April 1938 kandidierte er erneut, jedoch erfolglos. Nach 1941 gehörte Hansen dem Verwaltungsstab beim Reichskommissar für das Ostland in Riga an.
Nach 1945 wurde Hansen zu einer Haftstrafe verurteilt. Später war er Viehhändler in Husum.